# Yoshiki Fujimoto
Yoshiki Fujimoto (藤本 佳希 Fujimoto Yoshiki?, nacido el 3 de febrero de 1994 en Ehime) es un futbolista japonés que se desempeña como delantero.

## Trayectoria

### Clubes
| Club            | País  | Año    |
| --------------- | ----- | ------ |
| Fagiano Okayama | Japón | 2016 - |

## Estadística de carrera

### J. League
| Club            | Año   | J. League | J. League | Copa J. League | Copa J. League | Total | Total |
| Club            | Año   | Part.     | Goles     | Part.          | Goles          | Part. | Goles |
| --------------- | ----- | --------- | --------- | -------------- | -------------- | ----- | ----- |
| Fagiano Okayama | 2016  | 23        | 0         | -              | -              | 23    | 0     |
| Fagiano Okayama | 2017  | 19        | 1         | -              | -              | 19    | 1     |
| Total           | Total | 42        | 1         | 0              | 0              | 42    | 1     |